# Rōmon

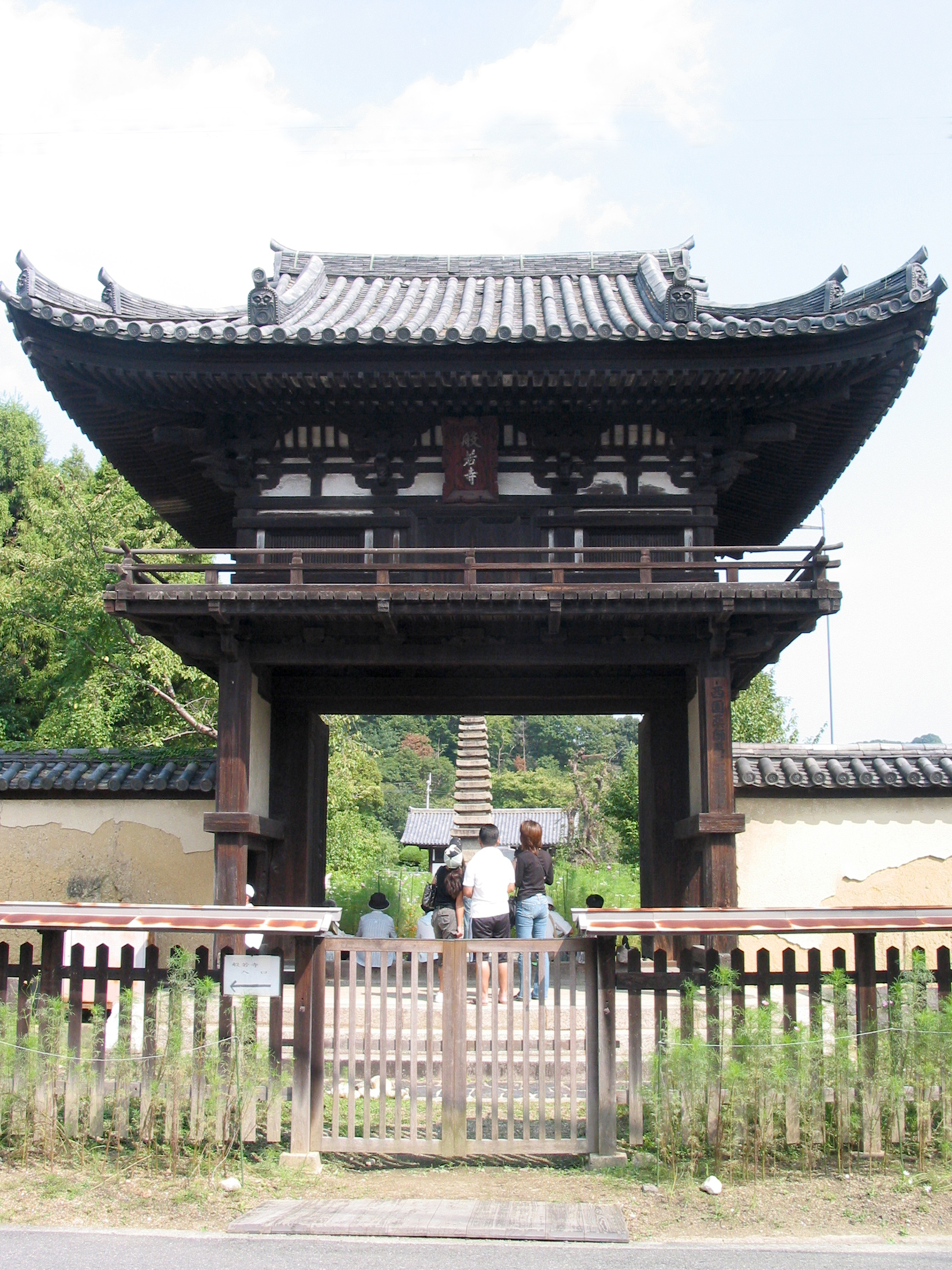
Rōmon en Hannya-ji, un Tesoro Nacional de Japón. nótese la ausencia de escaleras hasta el segundo piso.

El rōmon (楼門?, Torre iluminada puerta) es uno de los dos tipos de puerta de dos pisos utilizada en Japón (el otro es el nijūmon). A pesar de que fue originalmente desarrollada por arquitectura budista, ahora se utiliza tanto en templos budistas como en santuarios sintoístas. Su piso superior es inaccesible y, por tanto, no ofrece espacio utilizable. Es en este sentido es similar al tahōtō (una pagoda de dos pisos) y la pagoda de varios pisos, ninguno de los cuales ofrece, a pesar de las apariencias, espacio útil más allá del primer piso. En el pasado, el nombre también se aplicaba a las puertas de doble techo.
Esta puerta muy común de un solo techo fue desarrollada a partir del nijūmon de doble techo, en sustitución de la cubierta de flanqueo por encima de la primera planta, con un balcón muy poco profundo con una barandilla que bordea todo el piso superior. Por lo tanto, mientras que el nijūmon tiene una serie de soportes (tokyō) el apoyo a los cornisas del techo, tanto en el primero y en el segundo piso, en el rōmon en el primer piso estos soportes simplemente apoyan el balcón, y tienen una estructura diferente. Las Tokio están generalmente tres escalones (mitesaki), pero en el primer piso no tienen vigas de cola.
La estructura rōmon puede variar mucho en sus detalles. El área superior detrás de la balaustrada, por ejemplo, puede tener ventanas separadas o una sola ventana en la bahía central. Las bahías laterales se pueden cubrir con yeso blanco. Generalmente, aunque no siempre, el rōmon tiene un techo a dos aguas (irimoya). Las dimensiones van desde 5 bahías de Tōdai-ji a los más comunes de 3 bahías.

## Galería

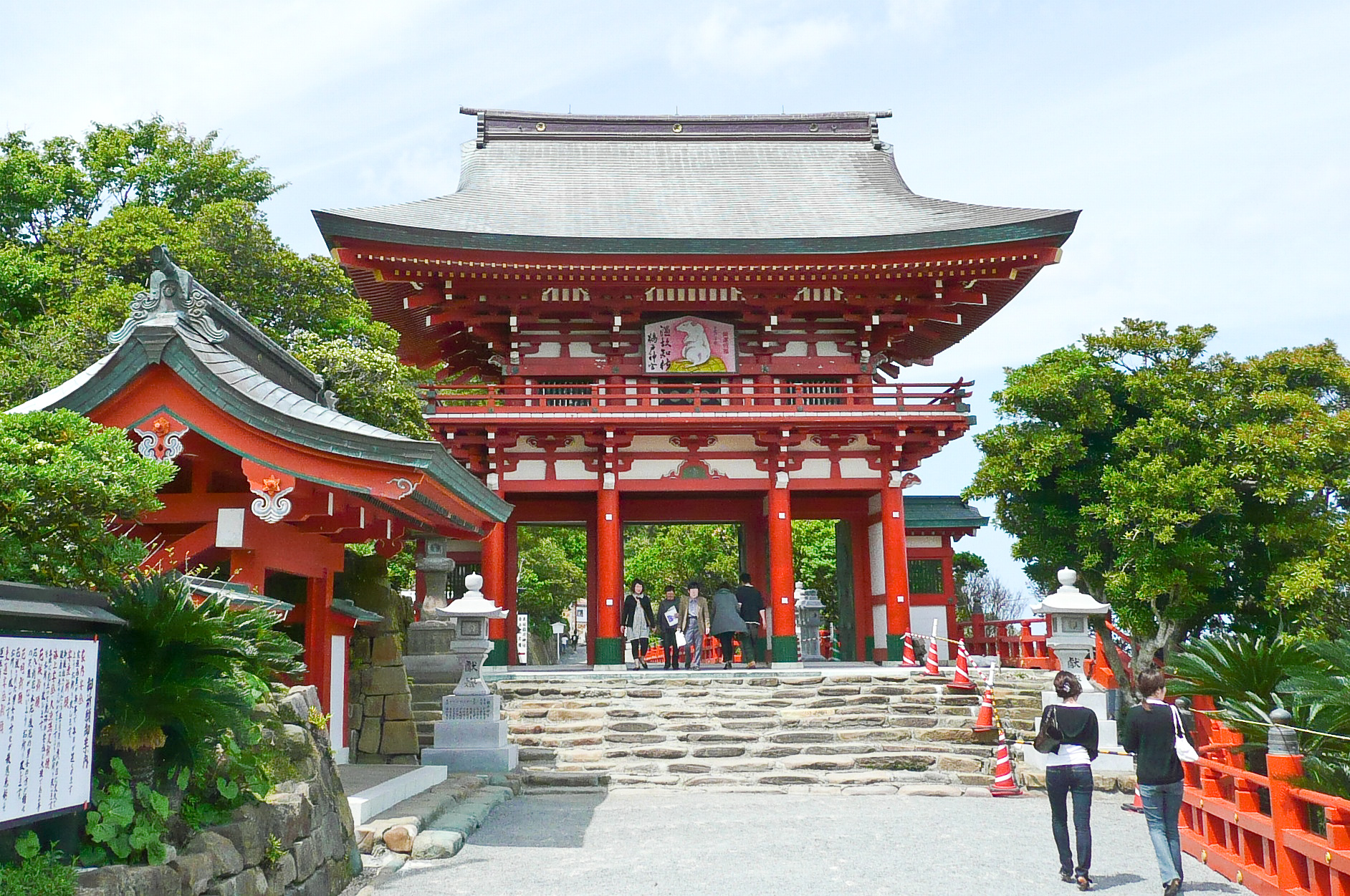
Un rōmon. Nótese el único techo.
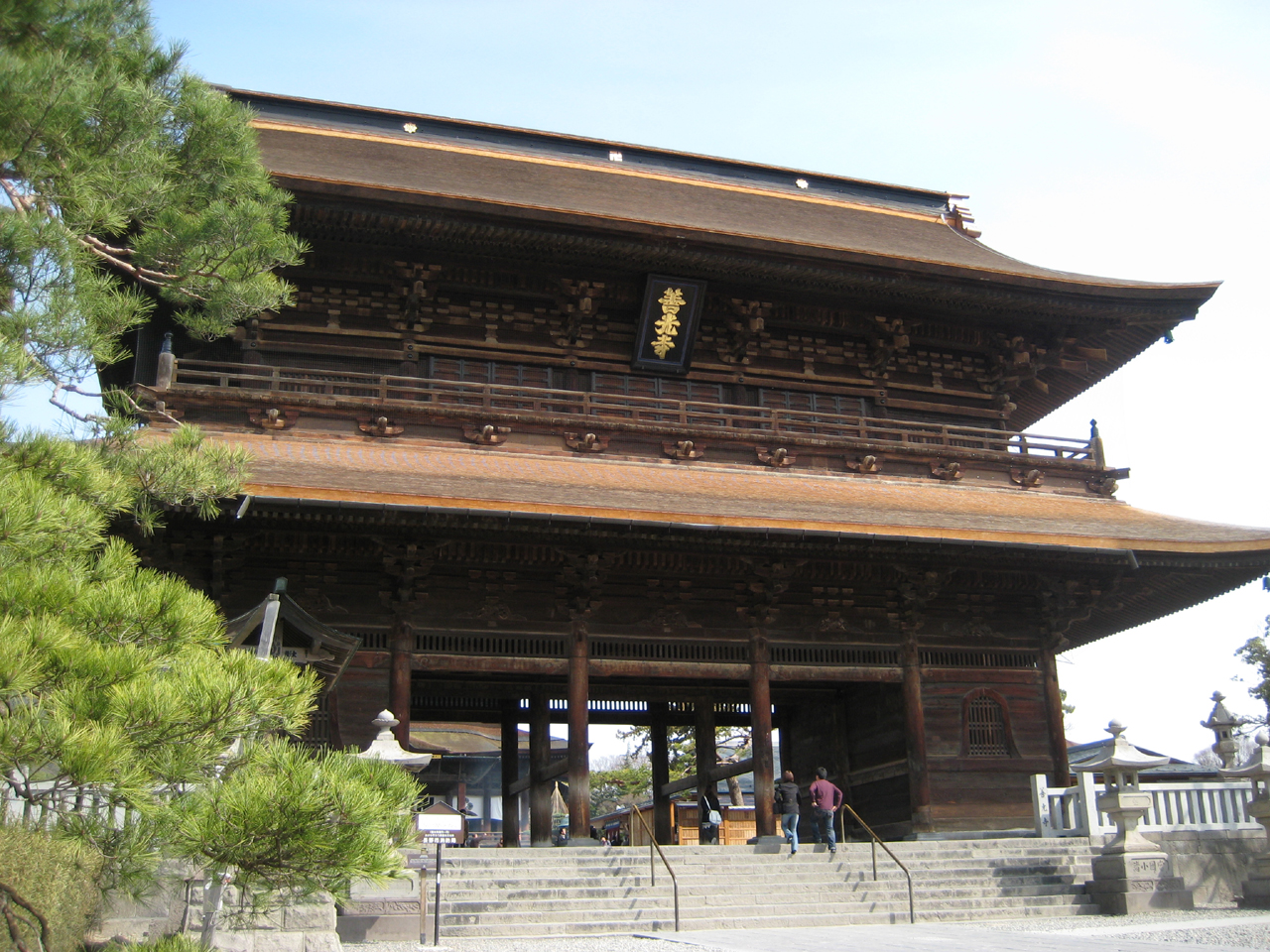
Un nijūmon. Nótese el doble techo.